# Boussouma, Centre-Est
Boussouma Department là một tổng Boulgou (tỉnh) ở phía đông Burkina Faso. Thủ phủ là thị xã Boussouma. Dân số tổng này là 26.473 người (năm 2006).

## Các thị xã và làng xã
Ghi chú: Dân số ước tính năm 2005.
- Boussouma (4.027 dân) (thủ phủ)
- Bangagou (1.544 dân)
- Batto (1.681 dân)
- Boussouma-Peulh (299 dân)
- Dango (2.093 dân)
- Dierma (2.446 dân)
- Koumbore (1.255 dân)
- Lengha (2.989 dân)
- Lengha-Peulh (309 dân)
- Massougou (325 dân)
- Nonka (571 dân)
- Ouazi (878 dân)
- Saaba (2.511 dân)
- Saregou (551 dân)
- Tengsoba (1.691 dân)
- Zabga (1.974 dân)[2]